# Zibar MK2
Zibar MK2 - внедорожная автомобильная платформа. Разработан израильской компанией Ido Off-Road Center

## Применение
В России состоит на службе СОБР «Терек». На текущий момент поставки прекращены в связи с санкциями
В Колумбии на вооружении Морской пехоты Колумбии